# Comuna Stepanivka, Rozdilna
Stepanivka (în ucraineană Степанівка) este o comună în raionul Rozdilna, regiunea Odesa, Ucraina, formată din satele Ivano-Mîkolaiivka, Novokrasne, Pavlivka, Stepanivka (reședința) și Trud-Kutok.

## Demografie
Componența lingvistică a comunei Stepanivka
     Ucraineană (64%)
     Rusă (32,41%)
     Română (2,97%)
     Alte limbi (0,62%)
Conform recensământului din 2001, majoritatea populației comunei Stepanivka era vorbitoare de ucraineană (64%), existând în minoritate și vorbitori de rusă (32,41%) și română (2,97%).